# Sardine
Sardines, sardienen of pelsers zijn een groep straalvinnige vissen uit de familie haringen (Clupeidae). Sardines komen bijna wereldwijd voor. 

## Oorsprong naam
Volgens sommigen danken sardines hun naam aan het mediterrane eiland Sardinië waar de vissoort veel voorkwam. Anderen betwijfelen of de Grieken die al met een verwant woord verwezen naar deze vis, deze zouden  vernoemen naar een relatief ver afgelegen eiland. Een alternatieve verklaring is dat de vis zijn naam dankt aan de kleur van het vlees dat lijkt op die van de kwartssoort Sardonyx, die nabij Griekenland voorkomt.

## Taxonomie
- Dussumieria
  - Dussumieria acuta
  - Dussumieria elopsoides
- Escualosa
  - Slanke witte sardine - Escualosa elongata
  - Witte sardine - Escualosa thoracata
- Sardina
  - Europese sardine (echte sardine) - Sardina pilchardus
- Sardinella
  - Ronde sardine Sardinella aurita
  - Sardinella longiceps
  - Indische sardine - Sardinella gibbosa
- Sardinops
  - Australische sardine - Sardinops sagax

## Uiterlijke kenmerken
De sardien kan een lengte bereiken van 25 centimeter en kan maximaal 15 jaar oud worden. Van de zijkant gezien heeft het lichaam van de vis een normale vorm, van bovenaf gezien is de vorm het beste te typeren als gedrongen. De kop is min of meer recht. De ogen zijn normaal van vorm en zijn symmetrisch.
De vis heeft één rugvin en één aarsvin. Er zijn 13 tot 21 vinstralen in de rugvin en 12 tot 23 vinstralen in de aarsvin.

## Leefwijze
De sardien komt zowel in zoet, zout als brak water voor, op een diepte van 10 tot 100 m. Ze is gebonden aan een subtropisch klimaat.
De vis eet zowel plantaardig als dierlijk plankton.

## Relatie tot de mens
De sardien 'dankt' zijn wereldwijde bekendheid aan de uitvindingen van het conservenblik (1810) en de blikopener (rond 1860). Hoewel de uitvinding voor het leger bedoeld was, waren sardines in de begintijd luxevoedsel.
De sardien is voor de visserij van groot commercieel belang. De soort komt niet voor op de Rode Lijst van de IUCN.

### Naamgeving op conservenblikjes
Volgens de Europese regelgeving mogen er 12 verschillende haringachtigen als sardines in blik worden verkocht:
Die twaalf soorten vis vallen in vier categorieën (op grootte):
- Sardine (sardina)
- Haring (harengus)
- Ansjovis (engraulis)
- Sprot (sprattus)

De reden om niet alleen echte sardine in blik toe te staan ligt erin dat de vis werd overbevist -vooral rond 1970 en 1980. De vraag naar sardine bleef en daarom ging men bijvoorbeeld in Canada als vervanging de haring gebruiken, in Australië de elft en in Peru de ansjovis. Dat werd verwarrend geacht, dus besloot Noorwegen, toen de voorzitter van de Codex Alimentarius Commission, het initiatief te nemen de naam te standaardiseren.
Als een blikje een andere vis dan Sardina pilchardus bevat, dan moet de producent wel de wetenschappelijke naam van de vis -of een nadere aanduiding, bijvoorbeeld Canadian style sardine- op het blik vermelden.

## Afbeeldingen

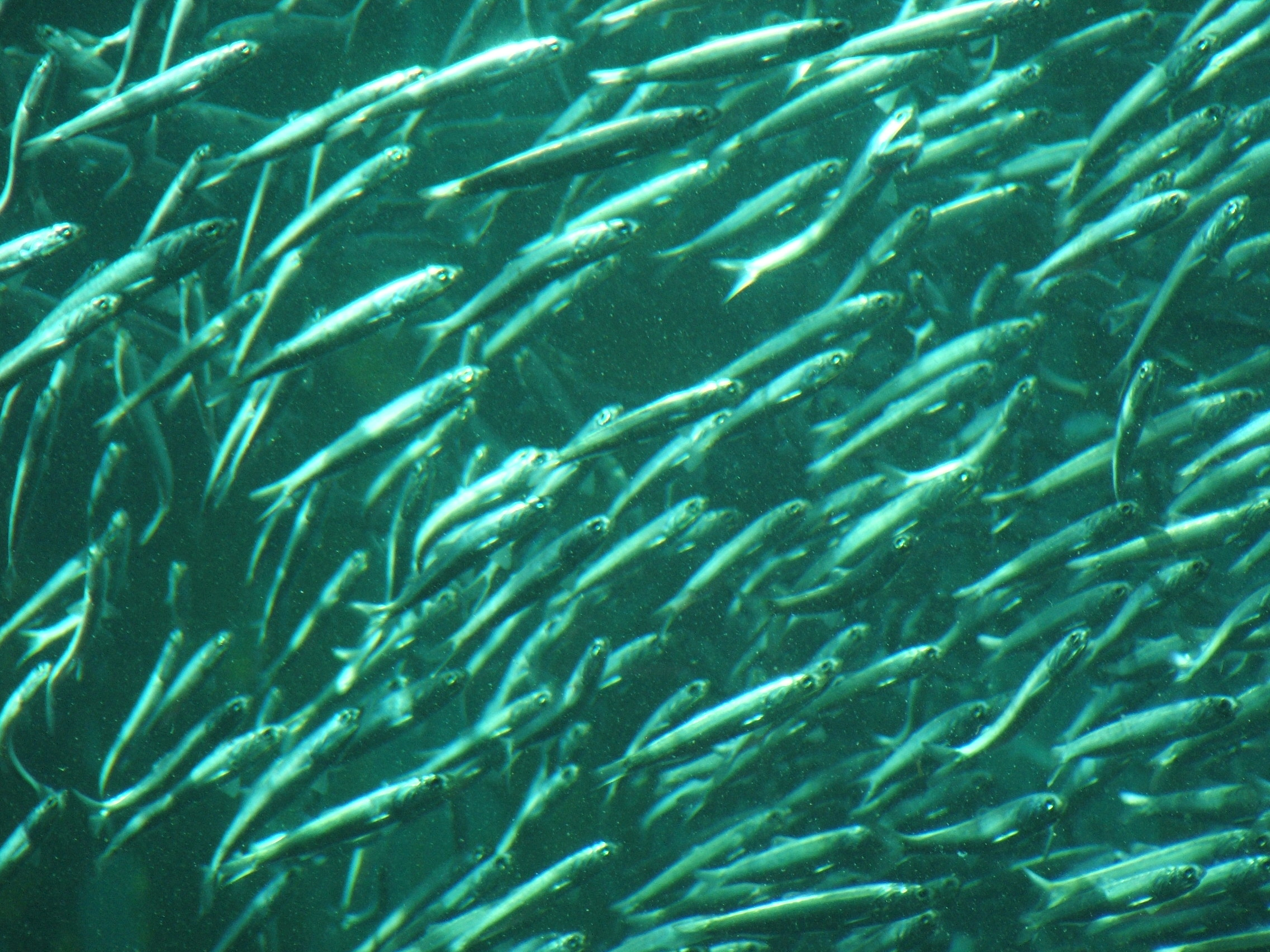
Sardinops sagax
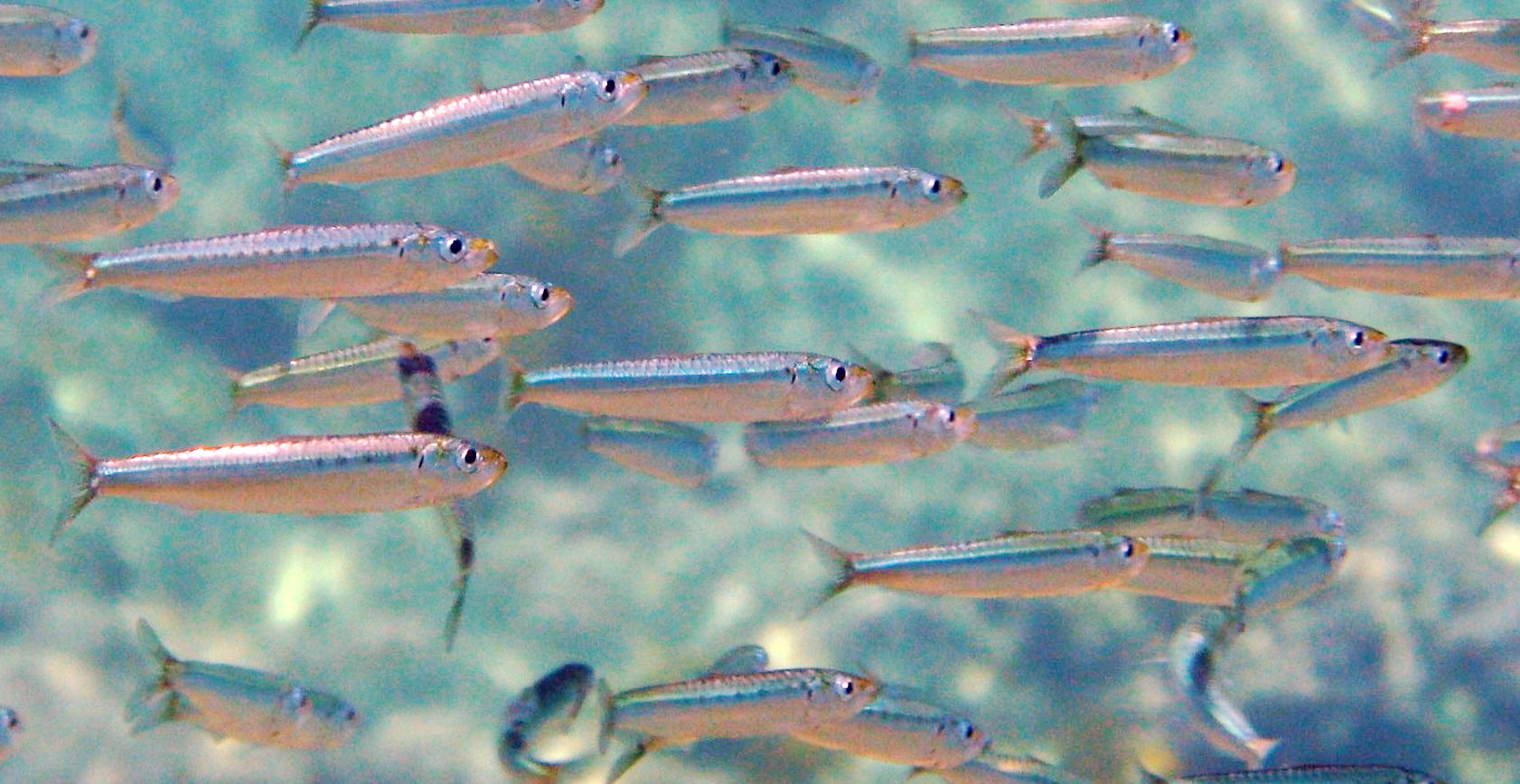
Sardina pilchardus
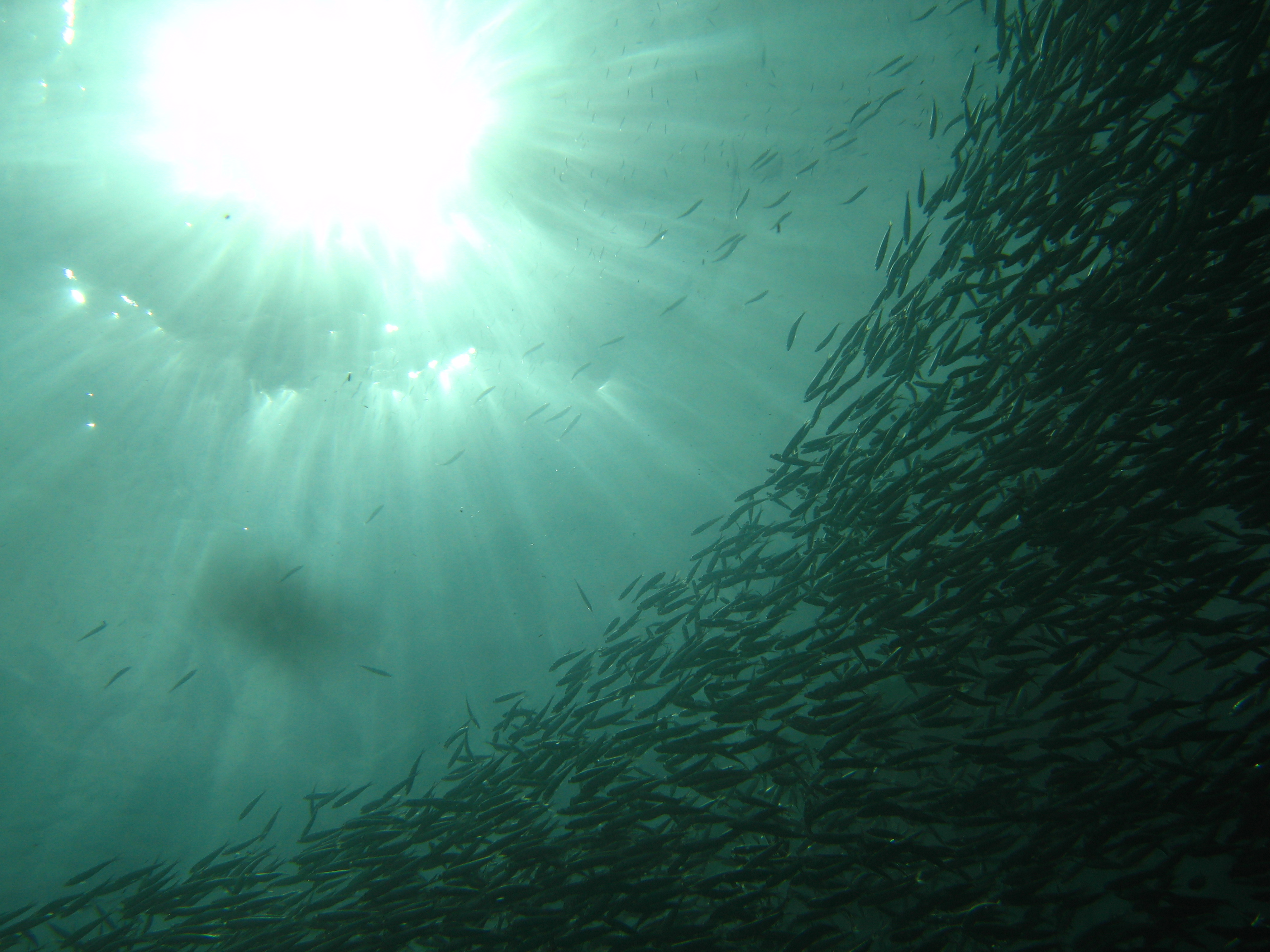
School van sardines